# Séron
Pour les articles homonymes, voir Seron.
Séron est une commune française située dans le nord-ouest du département des Hautes-Pyrénées, en région administrative Occitanie.
Sur le plan historique et culturel, la commune est dans la province du Béarn, qui fut également un État et qui présente une unité historique et culturelle à laquelle s’oppose une diversité frappante de paysages au relief tourmenté. Exposée à un climat océanique altéré, elle est drainée par le Léez, le Louet, le Carbouère et par un autre cours d'eau. La commune possède un patrimoine naturel remarquable composé de deux zones naturelles d'intérêt écologique, faunistique et floristique.
Séron est une commune rurale qui compte 331 habitants en 2022. Elle fait partie de l'aire d'attraction de Pau. Ses habitants sont appelés les Séronnais ou  Séronnaises.

## Géographie

### Localisation
La commune de Séron se trouve dans le département des Hautes-Pyrénées, en région Occitanie.
Elle se situe à 17 km à vol d'oiseau de Tarbes, préfecture du département, et à 16 km d'Ossun, bureau centralisateur du canton d'Ossun dont dépend la commune depuis 2015 pour les élections départementales.
La commune fait en outre partie du bassin de vie de Pau.
Les communes les plus proches sont : 
Saubole (2,3 km), Bédeille  (2,8 km), Lombia (2,9 km), Escaunets (3,1 km), Aast (3,8 km), Ponson-Dessus (3,8 km), Sedze-Maubecq (4,0 km), Eslourenties-Daban (4,3 km).
Sur le plan historique et culturel, Séron fait partie de la province du Béarn, qui fut également un État et qui présente une unité historique et culturelle à laquelle s’oppose une diversité frappante de paysages au relief tourmenté.

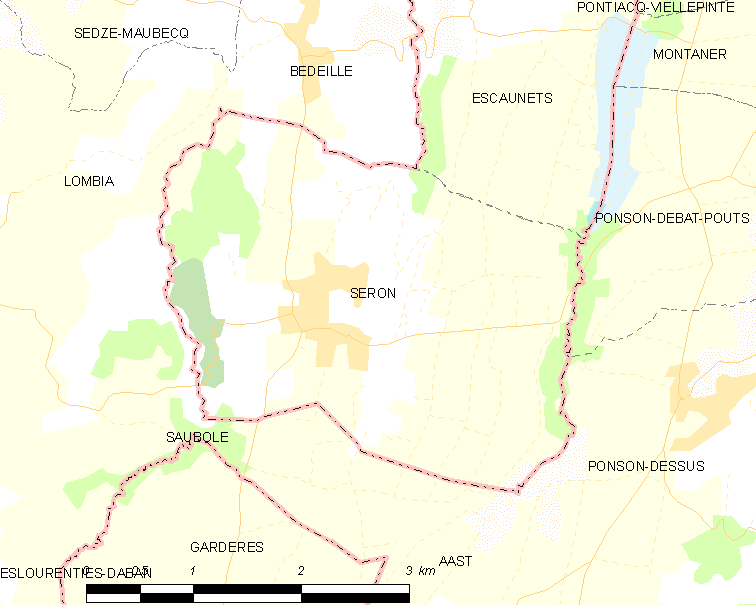
Carte de la commune de Séron et des proches communes.

| Bédeille (Pyrénées-Atlantiques) | Escaunets                      | Ponson-Debat-Pouts (Pyrénées-Atlantiques)        |
| Lombia (Pyrénées-Atlantiques)   | Séron                          | Ponson-Dessus (Pyrénées-Atlantiques)             |
|                                 | Saubole (Pyrénées-Atlantiques) | Aast (Pyrénées-Atlantiques) (par un quadripoint) |

### Paysages et relief

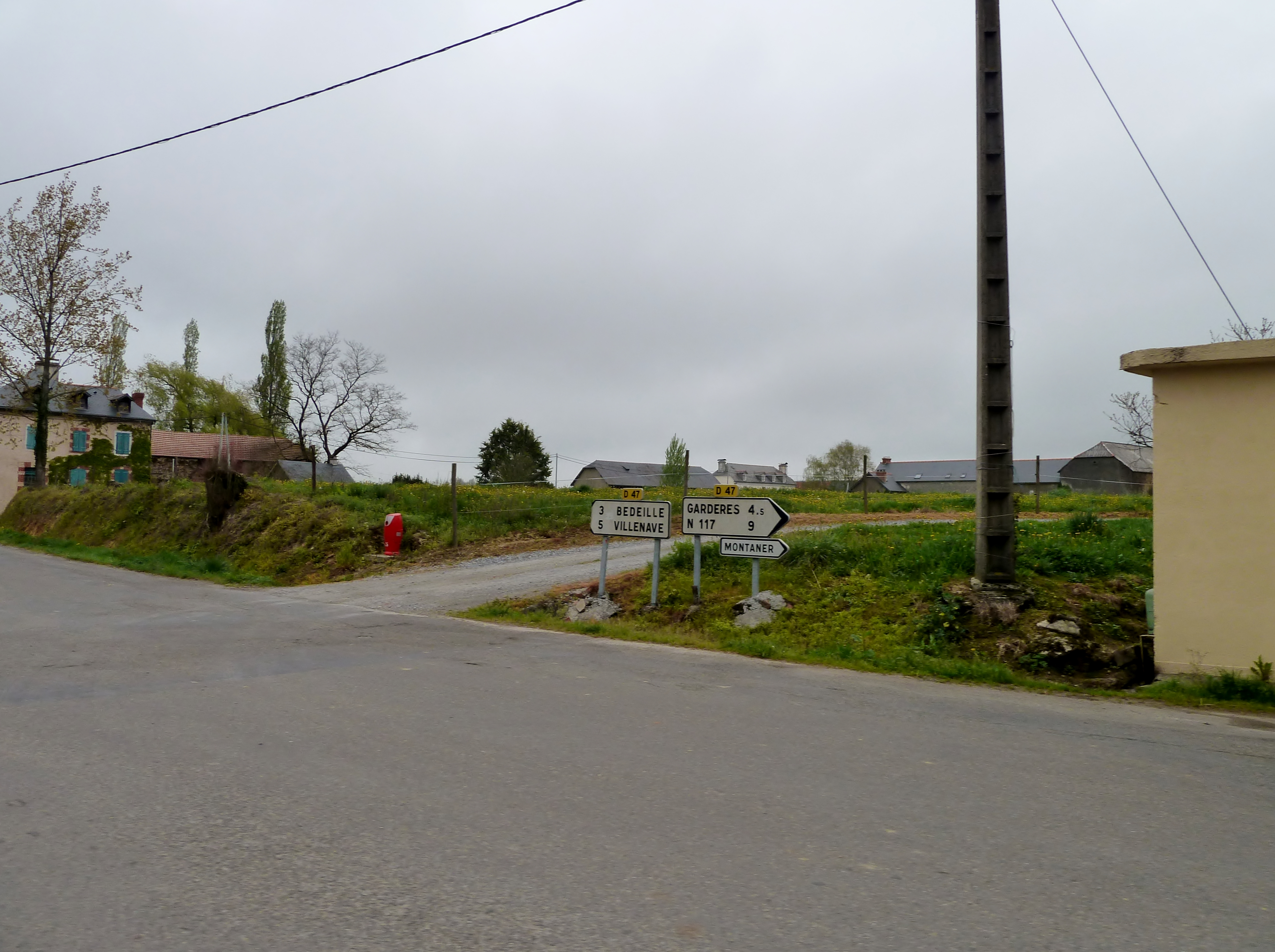
Séron vue 1.

### Hydrographie
La commune est dans le bassin de l'Adour, au sein du bassin hydrographique Adour-Garonne. Elle est drainée par le Léez, le Louet, le Carbouère et le ruisseau de Baricave, constituant un réseau hydrographique de 6 km de longueur totale,.
Le Léez, d'une longueur totale de 56,1 km, prend sa source dans la commune de Gardères et s'écoule vers le nord. Il traverse la commune et se jette dans l'Adour à Barcelonne-du-Gers, après avoir traversé 31 communes.
Le Louet, d'une longueur totale de 44,3 km, prend sa source dans la commune de Gardères et s'écoule vers le nord. Il traverse la commune et se jette dans l'Adour à Castelnau-Rivière-Basse, après avoir traversé 22 communes.
Le Carbouère, d'une longueur totale de 17,3 km, prend sa source dans la commune de Ger et s'écoule vers le nord. Il traverse la commune et se jette dans le Louet à Bentayou-Sérée, après avoir traversé 10 communes.

### Climat
Le climat est tempéré de type océanique, en raison de l'influence proche de l'océan Atlantique situé à peu près 150 km plus à l'ouest. La proximité des Pyrénées fait que la commune profite d'un effet de foehn, il peut aussi y neiger en hiver, même si cela reste inhabituel.
| Mois                              | jan.  | fév.  | mars  | avril | mai   | juin  | jui.  | août  | sep.  | oct.  | nov.  | déc.  | année   |
| --------------------------------- | ----- | ----- | ----- | ----- | ----- | ----- | ----- | ----- | ----- | ----- | ----- | ----- | ------- |
| Température minimale moyenne (°C) | 0,6   | 1,3   | 2,7   | 5,2   | 8,3   | 11,6  | 14,1  | 13,9  | 11,7  | 8     | 3,6   | 1,3   | 6,9     |
| Température moyenne (°C)          | 5,3   | 6,1   | 7,8   | 10    | 13,3  | 16,7  | 19,3  | 19    | 17,2  | 13,3  | 8,5   | 5,8   | 11,9    |
| Température maximale moyenne (°C) | 9,9   | 11    | 12,9  | 14,8  | 18,3  | 21,7  | 24,5  | 24    | 22,6  | 18,6  | 13,4  | 10,4  | 16,8    |
| Ensoleillement (h)                | 108,8 | 118,8 | 155,6 | 157,2 | 181,3 | 191,5 | 215,5 | 196,4 | 194,5 | 164,4 | 124,4 | 104,4 | 1 912,8 |
| Précipitations (mm)               | 112,8 | 97,5  | 100,2 | 105,7 | 113,6 | 80,7  | 57,3  | 70,3  | 71    | 85,2  | 93    | 112,1 | 1 099,4 |

### Milieux naturels et biodiversité

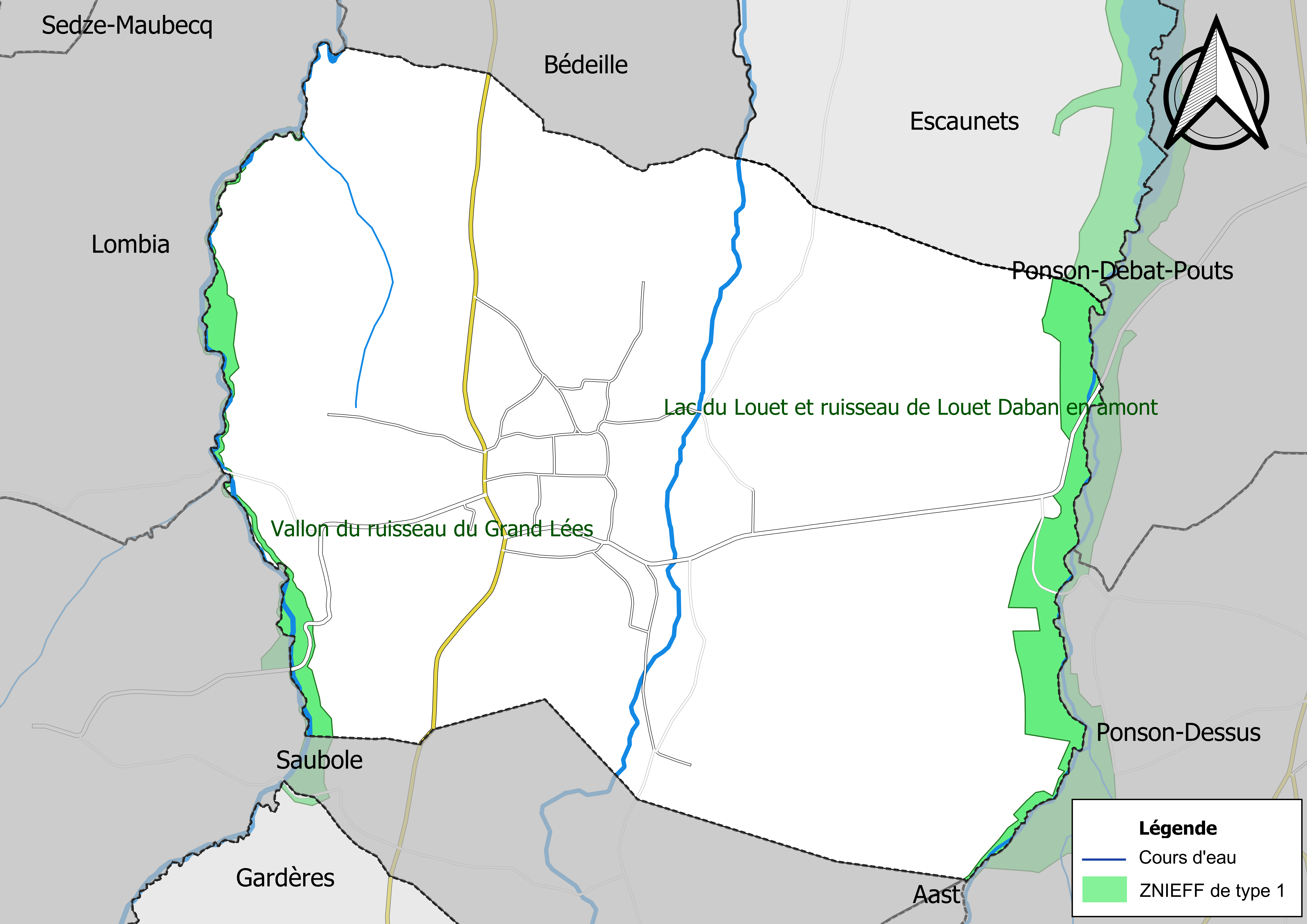
Carte des ZNIEFF de type 1 localisées sur la commune.

L’inventaire des zones naturelles d'intérêt écologique, faunistique et floristique (ZNIEFF) a pour objectif de réaliser une couverture des zones les plus intéressantes sur le plan écologique, essentiellement dans la perspective d’améliorer la connaissance du patrimoine naturel national et de fournir aux différents décideurs un outil d’aide à la prise en compte de l’environnement dans l’aménagement du territoire.
Deux ZNIEFF de type 1 sont recensées sur la commune :
le « lac du Louet et ruisseau de Louet Daban en amont » (153 ha), couvrant 6 communes dont quatre dans les Pyrénées-Atlantiques et deux dans les Hautes-Pyrénées et 
le « vallon du ruisseau du Grand Lées » (21 ha), couvrant 4 communes dont deux dans les Pyrénées-Atlantiques et deux dans les Hautes-Pyrénées.

## Urbanisme

### Typologie
Au 1er janvier 2024, Séron est catégorisée commune rurale à habitat dispersé, selon la nouvelle grille communale de densité à sept niveaux définie par l'Insee en 2022.
Elle est située hors unité urbaine. Par ailleurs la commune fait partie de l'aire d'attraction de Pau, dont elle est une commune de la couronne,. Cette aire, qui regroupe 227 communes, est catégorisée dans les aires de 200 000 à moins de 700 000 habitants,.

### Occupation des sols
L'occupation des sols de la commune, telle qu'elle ressort de la base de données européenne d’occupation biophysique des sols Corine Land Cover (CLC), est marquée par l'importance des territoires agricoles (81,1 % en 2018), une proportion identique à celle de 1990 (81,1 %). La répartition détaillée en 2018 est la suivante : 
terres arables (49,3 %), zones agricoles hétérogènes (31,8 %), forêts (13,6 %), zones urbanisées (5,3 %).
L'IGN met par ailleurs à disposition un outil en ligne permettant de comparer l’évolution dans le temps de l’occupation des sols de la commune (ou de territoires à des échelles différentes). Plusieurs époques sont accessibles sous forme de cartes ou photos aériennes : la carte de Cassini (XVIIIe siècle), la carte d'état-major (1820-1866) et la période actuelle (1950 à aujourd'hui).

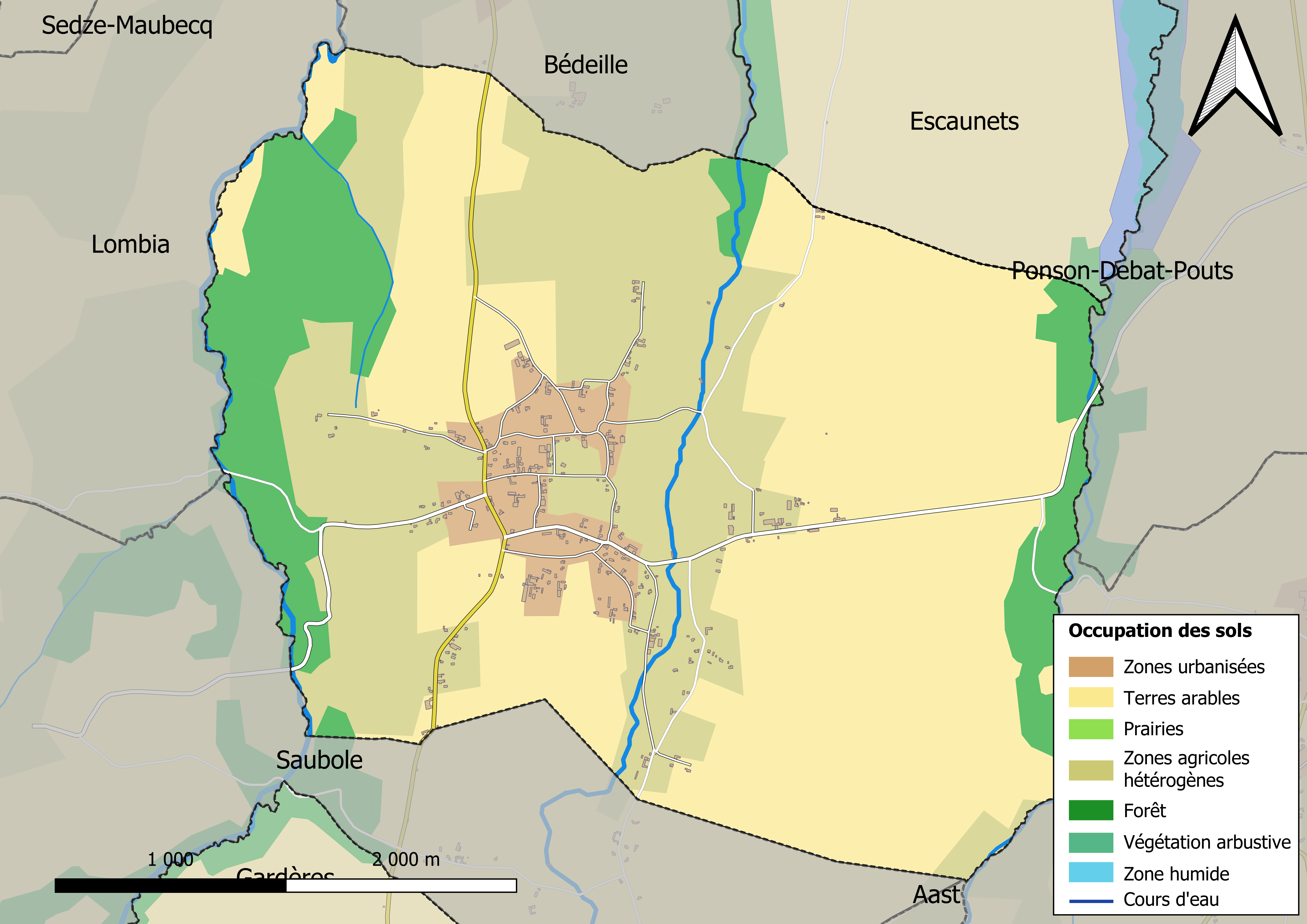
Carte des infrastructures et de l'occupation des sols en 2018 (CLC) de la commune.
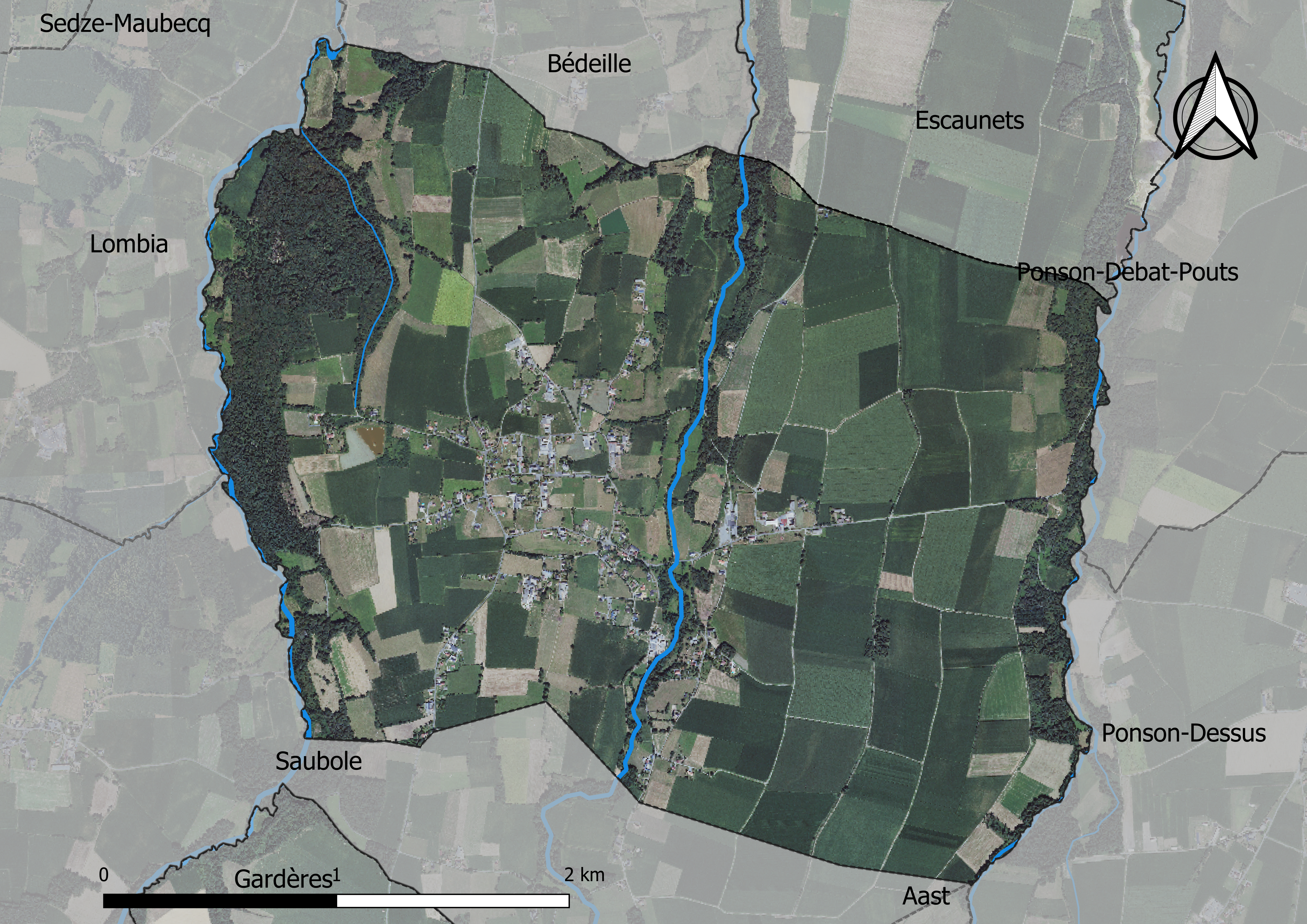
Carte orthophotogrammétrique de la commune.

### Logement
En 2012, le nombre total de logements dans la commune est de 133.

Parmi ces logements, 94,0 % sont des résidences principales, 2,3 % des résidences secondaires et 3,8 % des logements vacants.

### Risques majeurs
Le territoire de la commune de Séron est vulnérable à différents aléas naturels : météorologiques (tempête, orage, neige, grand froid, canicule ou sécheresse), inondations, mouvements de terrains et séisme (sismicité modérée). Un site publié par le BRGM permet d'évaluer simplement et rapidement les risques d'un bien localisé soit par son adresse soit par le numéro de sa parcelle.
Certaines parties du territoire communal sont susceptibles d’être affectées par le risque d’inondation par débordement de cours d'eau, notamment le Léez, le Louet et le Carbouère. La cartographie des zones inondables en ex-Midi-Pyrénées réalisée dans le cadre du XIe Contrat de plan État-région, visant à informer les citoyens et les décideurs sur le risque d’inondation, est accessible sur le site de la DREAL Occitanie. La commune a été reconnue en état de catastrophe naturelle au titre des dommages causés par les inondations et coulées de boue survenues en 1982, 1999, 2009 et 2018,.
Séron est exposée au risque de feu de forêt. Un plan départemental de protection des forêts contre les incendies a été approuvé par arrêté préfectoral le 21 avril 2020 pour la période 2020-2029. Le précédent couvrait la période 2007-2017. L’emploi du feu est régi par deux types de réglementations. D’abord le code forestier et l’arrêté préfectoral du 27 octobre 2014, qui réglementent l’emploi du feu à moins de 200 m des espaces naturels combustibles sur l’ensemble du département. Ensuite celle établie dans le cadre de la lutte contre la pollution de l’air, qui interdit le brûlage des déchets verts des particuliers. L’écobuage est quant à lui réglementé dans le cadre de commissions locales d’écobuage (CLE)

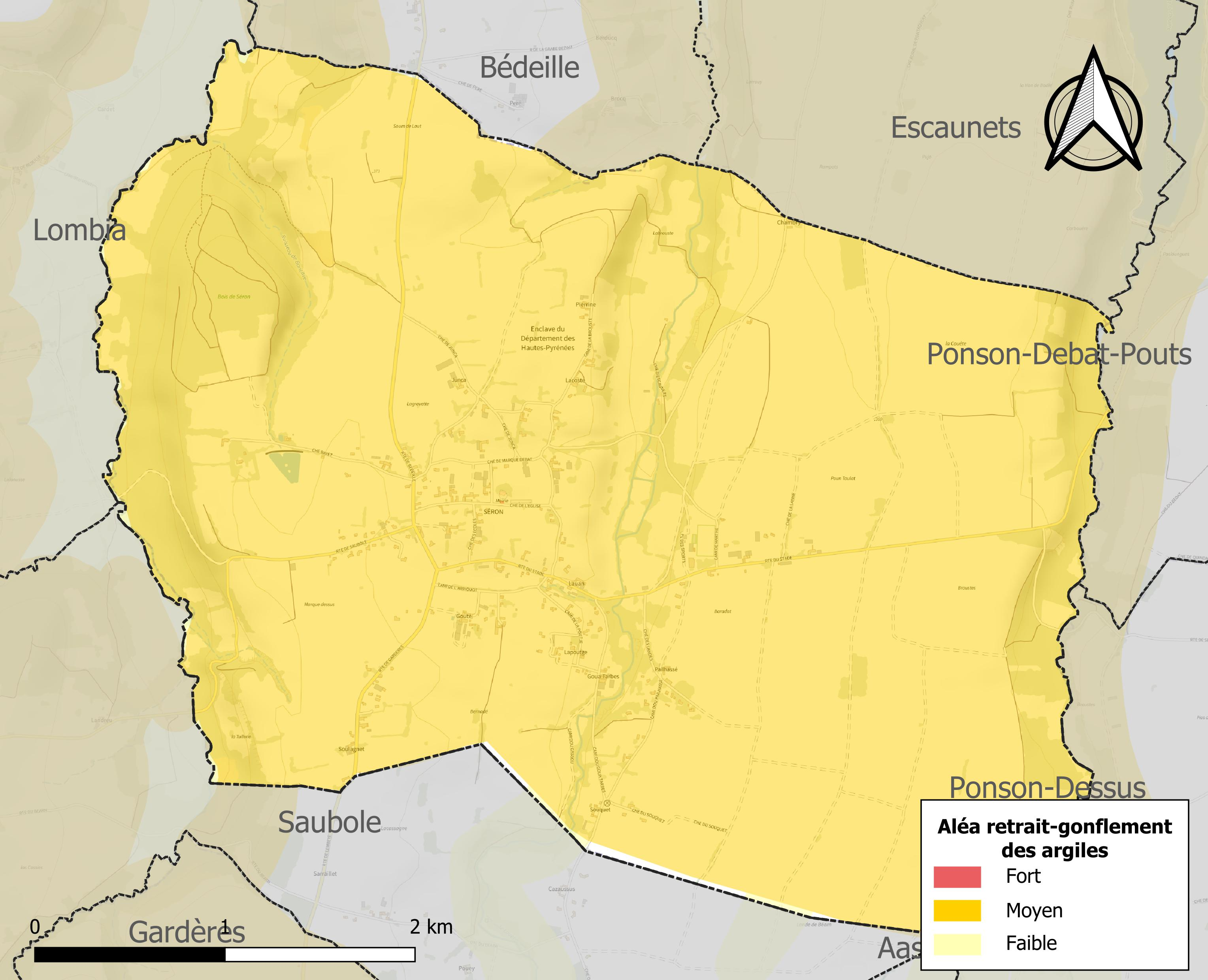
Carte des zones d'aléa retrait-gonflement des sols argileux de Séron.

Les mouvements de terrains susceptibles de se produire sur la commune sont des tassements différentiels.
Le retrait-gonflement des sols argileux est susceptible d'engendrer des dommages importants aux bâtiments en cas d’alternance de périodes de sécheresse et de pluie. 99,4 % de la superficie communale est en aléa moyen ou fort (44,5 % au niveau départemental et 48,5 % au niveau national). Sur les 138 bâtiments dénombrés sur la commune en 2019, 138 sont en aléa moyen ou fort, soit 100 %, à comparer aux 75 % au niveau départemental et 54 % au niveau national. Une cartographie de l'exposition du territoire national au retrait gonflement des sols argileux est disponible sur le site du BRGM,.
Par ailleurs, afin de mieux appréhender le risque d’affaissement de terrain, l'inventaire national des cavités souterraines permet de localiser celles situées sur la commune.
Concernant les mouvements de terrains, la commune a été reconnue en état de catastrophe naturelle au titre des dommages causés par des mouvements de terrain en 1999.

## Toponymie

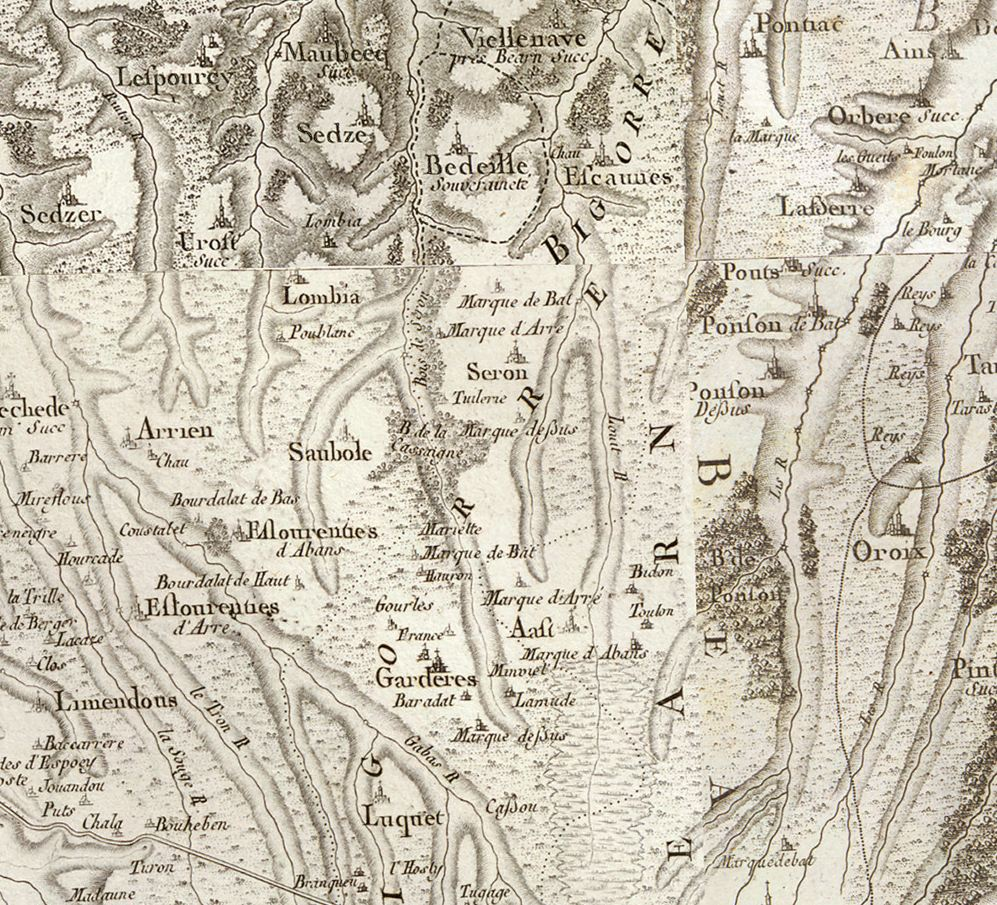
Extrait de la carte de Cassini (entre 1756 et 1789) situant Séron dans les enclaves à l'ouest des Hautes-Pyrénées.

On trouvera les principales informations dans le Dictionnaire toponymique des communes des Hautes-Pyrénées de Michel Grosclaude et Jean-François Le Nail qui rapporte les dénominations historiques du village :
Dénominations historiques :
- de Serono, latin (1300, enquête Bigorre ; 1342, pouillé de Tarbes) ;
- de Serono, latin (1379, procuration Tarbes) ;
- de Serone, latin (1313, Debita regi Navarre) ;
- Seron (1429, censier de Bigorre) ;
- Seron (fin XVIIIe siècle, carte de Cassini).

Nom gascon (graphie de l'I.E.O.) : Seron (o = représente ou fr.). graphie de l'I B.G : Seroûn.
On consultera B. et J-J Fenié, toponymie gasconne, Bordeaux, Sud-ouest éd.

## Histoire
Le village fait la une de l'actualité en août 1979, à l'occasion de l'affaire des feux : la ferme des Lahorre subit pendant ce mois 97 départs de « feux mystérieux », qui attirent sur place près de 200 journalistes.

### Cadastre napoléonien de Séron
Le plan cadastral napoléonien de Séron est consultable sur le site des archives départementales des Hautes-Pyrénées.

## Politique et administration

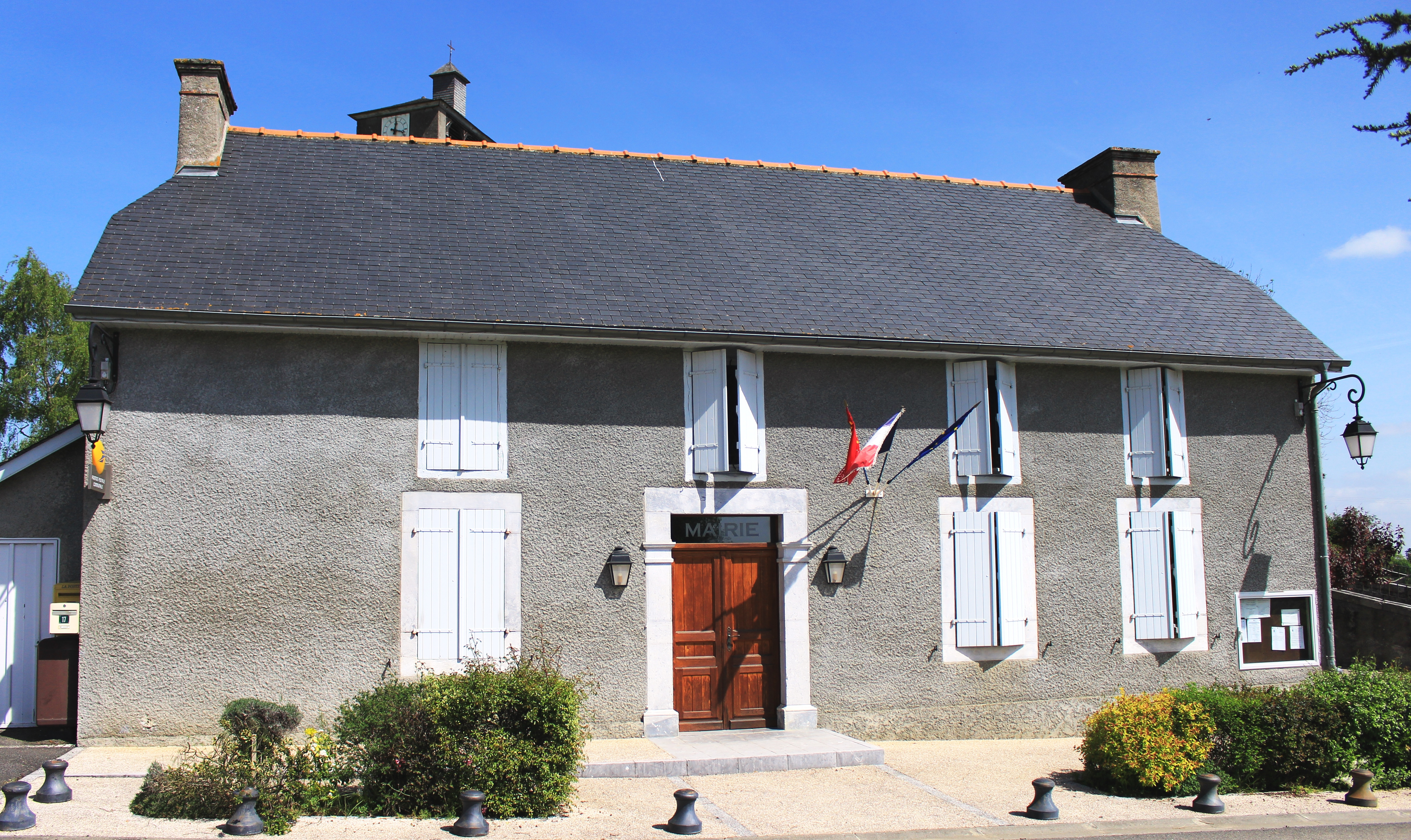
La mairie en 2018.

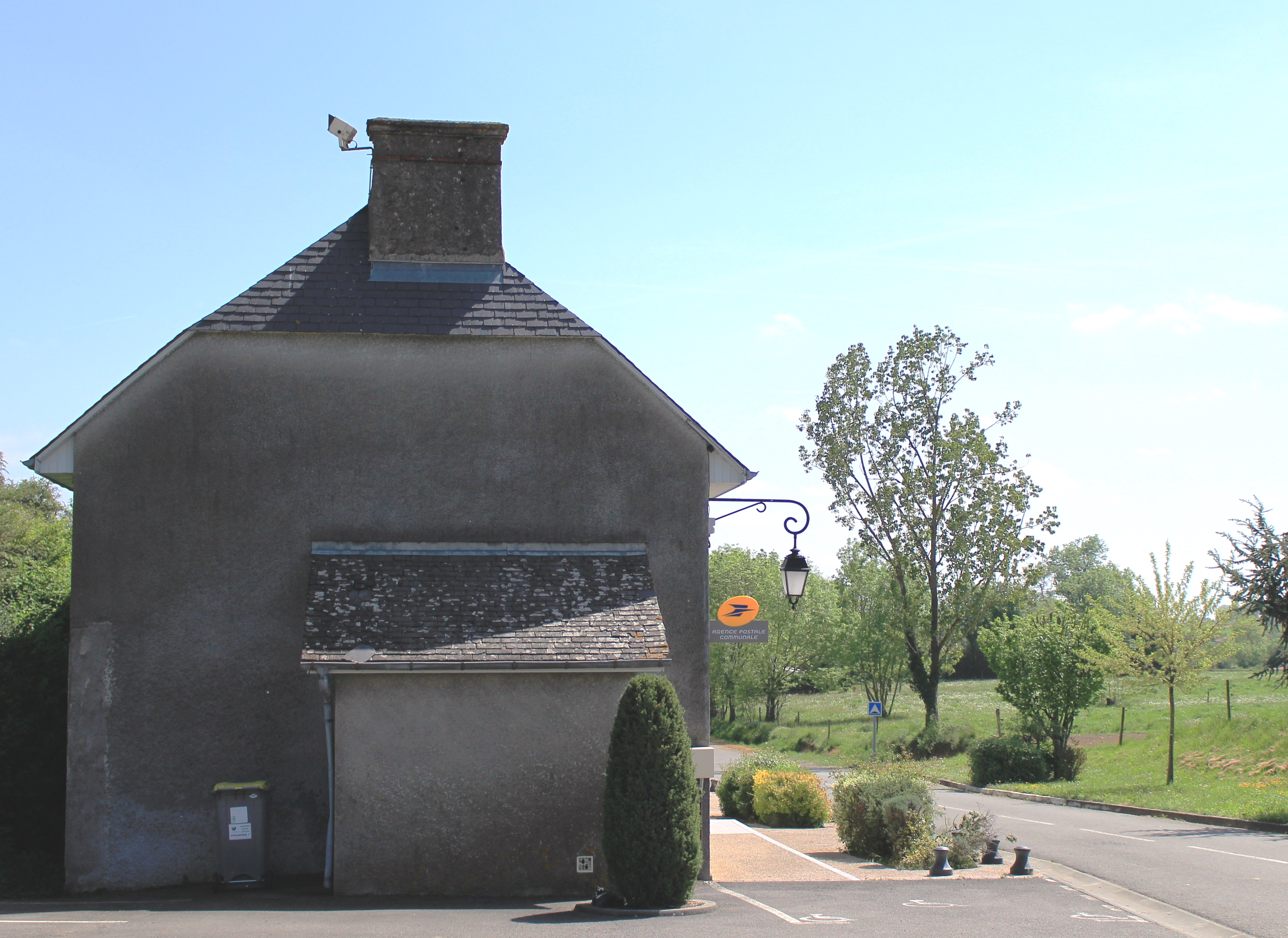
La Poste en 2018.

### Liste des maires
| Période                                  | Période   | Identité           | Étiquette | Qualité |
| ---------------------------------------- | --------- | ------------------ | --------- | ------- |
| Les données manquantes sont à compléter. |           |                    |           |         |
|                                          |           |                    |           |         |
| 1935                                     | mars 1959 | Jean-Marie Lagarde |           |         |
| 1959                                     | mars 1995 | Jean Lagarde       |           |         |
| mars 1995                                | mars 2020 | Jean Touya         |           |         |
| mars 2020                                | En cours  | Chantal Paulien    |           |         |

### Historique administratif
Pays et sénéchaussée de Bigorre, quarteron de Vic, baronnie de Gardères, canton de Tarbes puis d'Ibos (1790), Ossun (1801).

### Intercommunalité
Séron appartient à la Communauté d'agglomération Tarbes-Lourdes-Pyrénées créée en janvier 2017 et qui réunit 86 communes.

### Services publics
La commune de Séron dispose d'une agence postale.

## Population et société

### Démographie

#### Évolution démographique

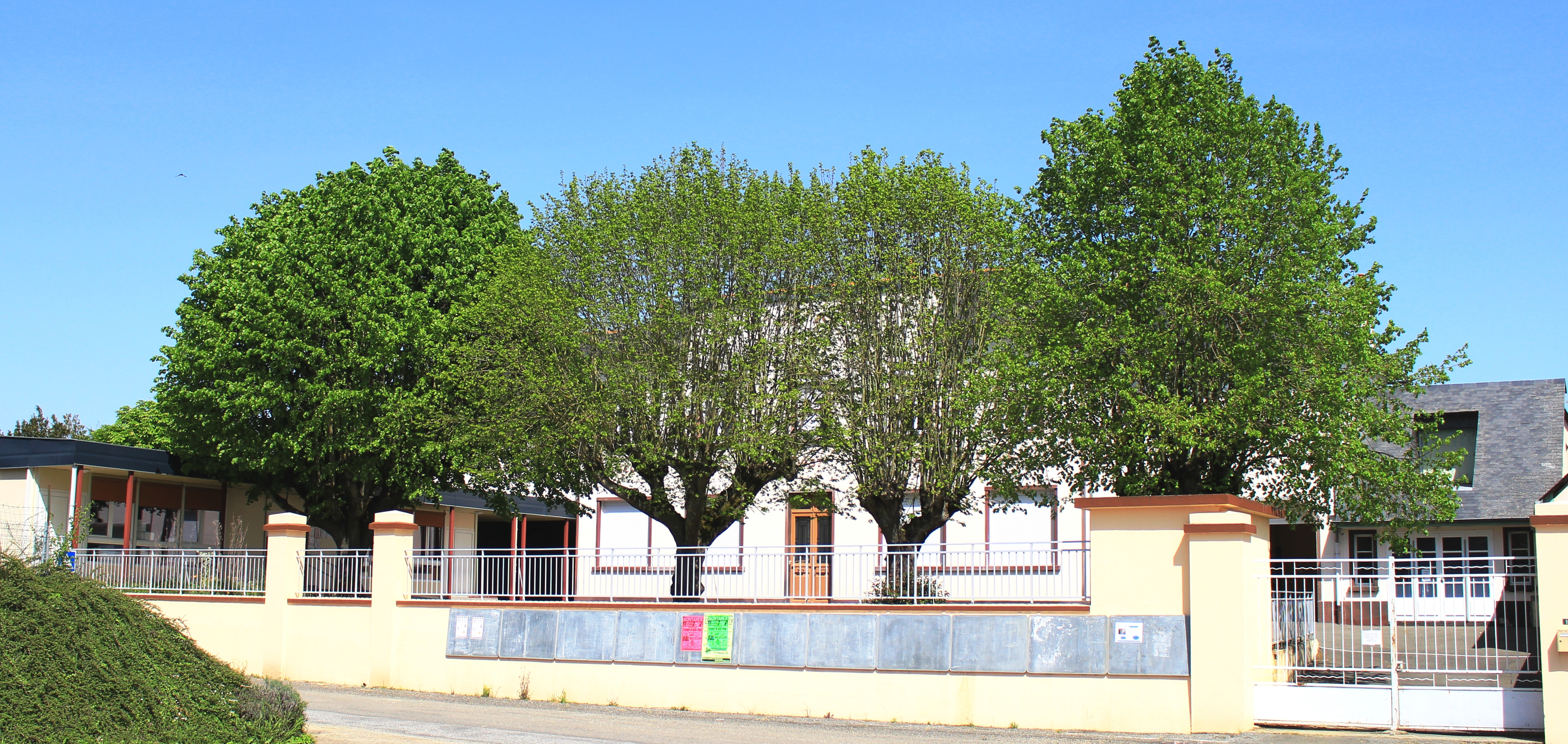
L’école maternelle en 2018.

| 1793 | 1800 | 1806 | 1821 | 1831 | 1836 | 1841 | 1846 | 1851 |
| ---- | ---- | ---- | ---- | ---- | ---- | ---- | ---- | ---- |
| 294  | 256  | 342  | 429  | 530  | 480  | 493  | 512  | 496  |

| 1856 | 1861 | 1866 | 1876 | 1881 | 1886 | 1891 | 1896 | 1901 |
| ---- | ---- | ---- | ---- | ---- | ---- | ---- | ---- | ---- |
| 478  | 452  | 441  | 508  | 452  | 433  | 414  | 406  | 414  |

| 1906 | 1911 | 1921 | 1926 | 1931 | 1936 | 1946 | 1954 | 1962 |
| ---- | ---- | ---- | ---- | ---- | ---- | ---- | ---- | ---- |
| 407  | 402  | 280  | 281  | 284  | 295  | 270  | 248  | 236  |

| 1968 | 1975 | 1982 | 1990 | 1999 | 2006 | 2007 | 2012 | 2017 |
| ---- | ---- | ---- | ---- | ---- | ---- | ---- | ---- | ---- |
| 250  | 247  | 261  | 240  | 223  | 264  | 270  | 324  | 327  |

| 2022 | - | - | - | - | - | - | - | - |
| ---- | - | - | - | - | - | - | - | - |
| 331  | - | - | - | - | - | - | - | - |

### Enseignement
La commune dépend de l'académie de Toulouse. Elle dispose d’une école en 2017.
- École maternelle.

## Économie

### Revenus
En 2018, la commune compte 127 ménages fiscaux, regroupant 324 personnes. La médiane du revenu disponible par unité de consommation est de 22 300 € (20 420 € dans le département).

### Emploi
|                | 2008  | 2013  | 2018  |
| -------------- | ----- | ----- | ----- |
| Commune        | 6,2 % | 5,5 % | 4,3 % |
| Département    | 7,7 % | 9,4 % | 9,8 % |
| France entière | 8,3 % | 10 %  | 10 %  |

En 2018, la population âgée de 15 à 64 ans s'élève à 187 personnes, parmi lesquelles on compte 78,3 % d'actifs (73,9 % ayant un emploi et 4,3 % de chômeurs) et 21,7 % d'inactifs,. Depuis 2008, le taux de chômage communal (au sens du recensement) des 15-64 ans est inférieur à celui de la France et du département.
La commune fait partie de la couronne de l'aire d'attraction de Pau, du fait qu'au moins 15 % des actifs travaillent dans le pôle,. Elle compte 48 emplois en 2018, contre 51 en 2013 et 47 en 2008. Le nombre d'actifs ayant un emploi résidant dans la commune est de 142, soit un indicateur de concentration d'emploi de 33,6 % et un taux d'activité parmi les 15 ans ou plus de 57,2 %.
Sur ces 142 actifs de 15 ans ou plus ayant un emploi, 35 travaillent dans la commune, soit 25 % des habitants. Pour se rendre au travail, 91,4 % des habitants utilisent un véhicule personnel ou de fonction à quatre roues, 2,1 % s'y rendent en deux-roues, à vélo ou à pied et 6,5 % n'ont pas besoin de transport (travail au domicile).

## Culture locale et patrimoine

### Lieux et monuments

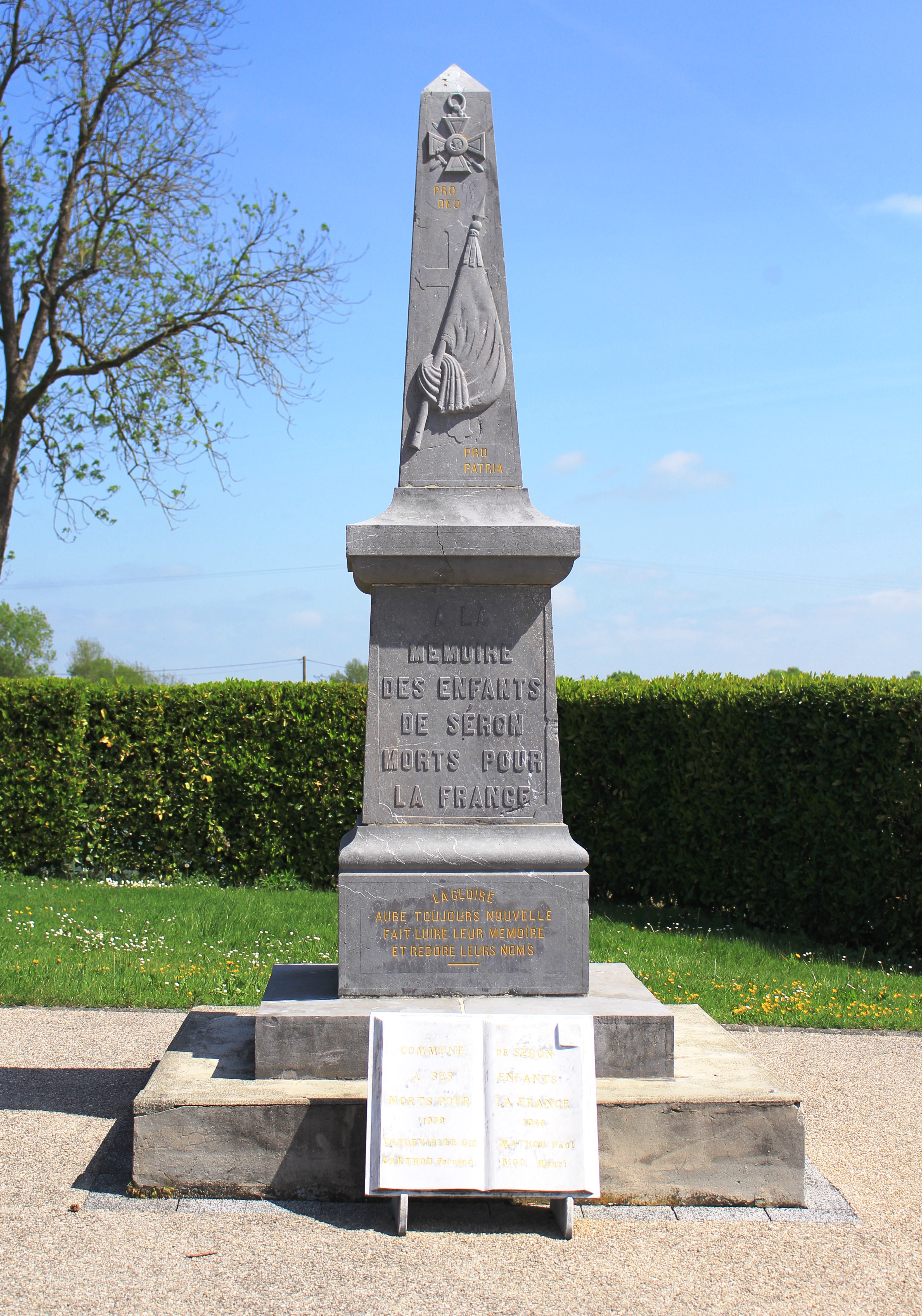
Le monument aux morts municipal.

- Église Saint-Michel de Séron.

Sélection de vues de l'église Saint-Michel en 2018.
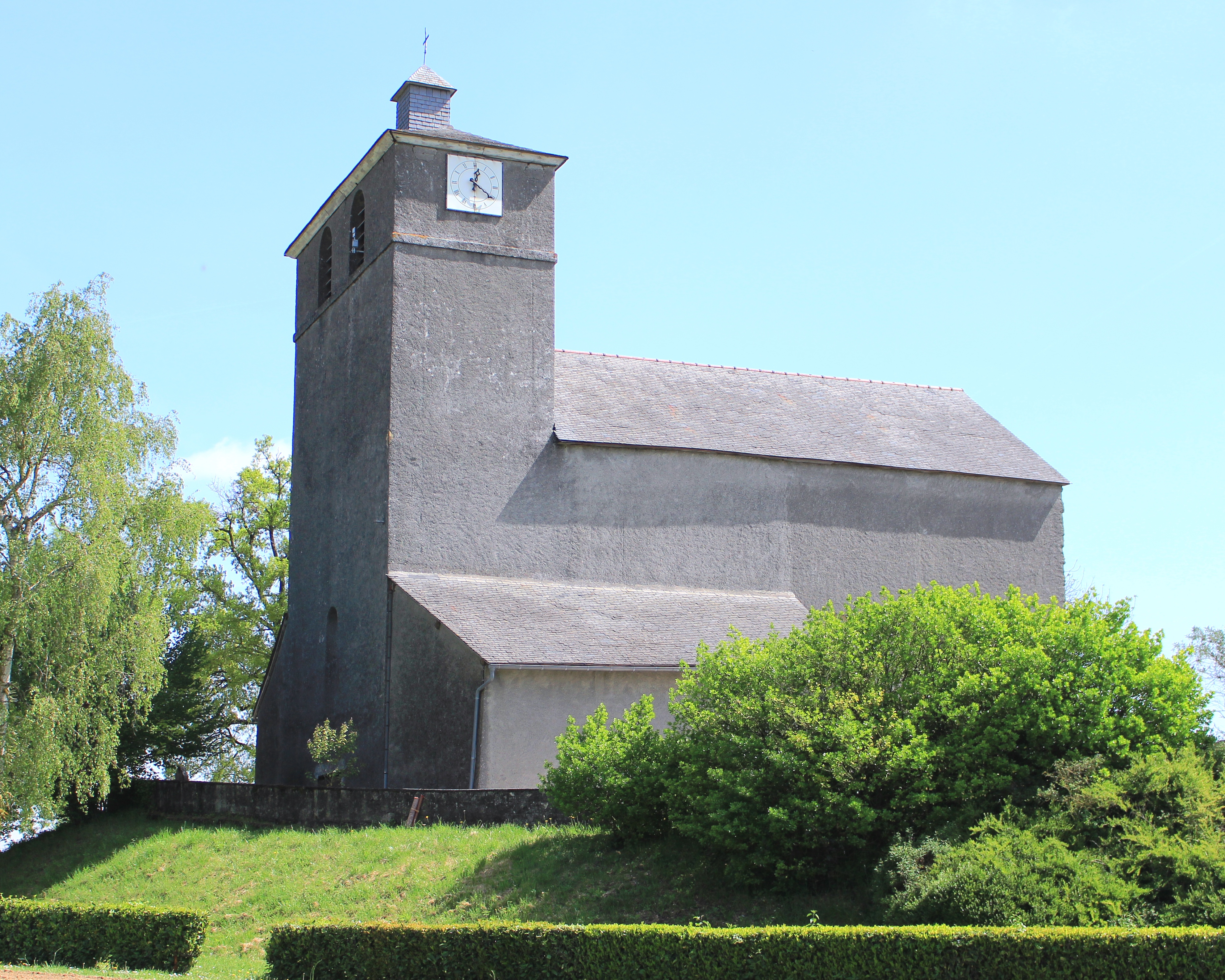
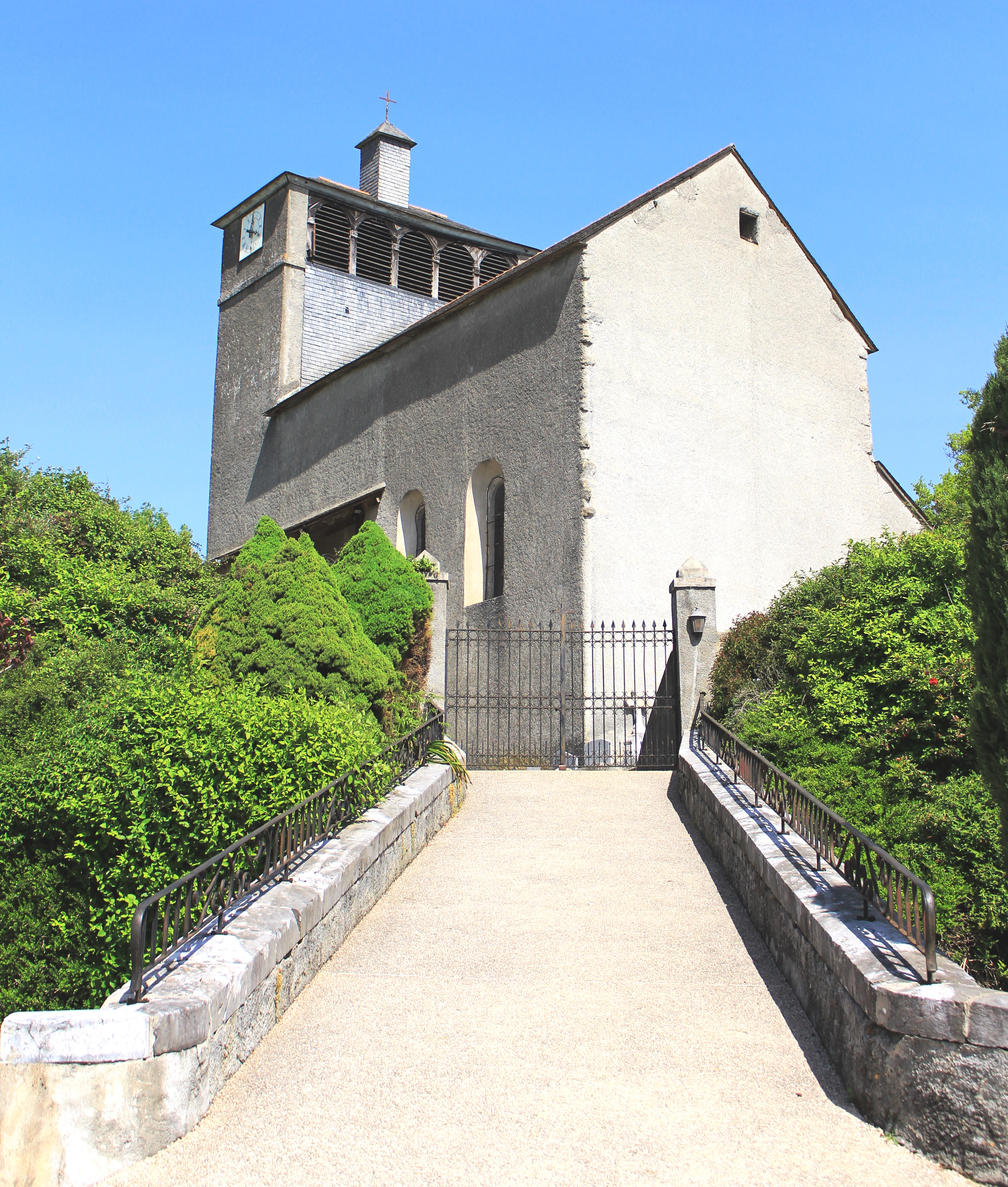

### Sports

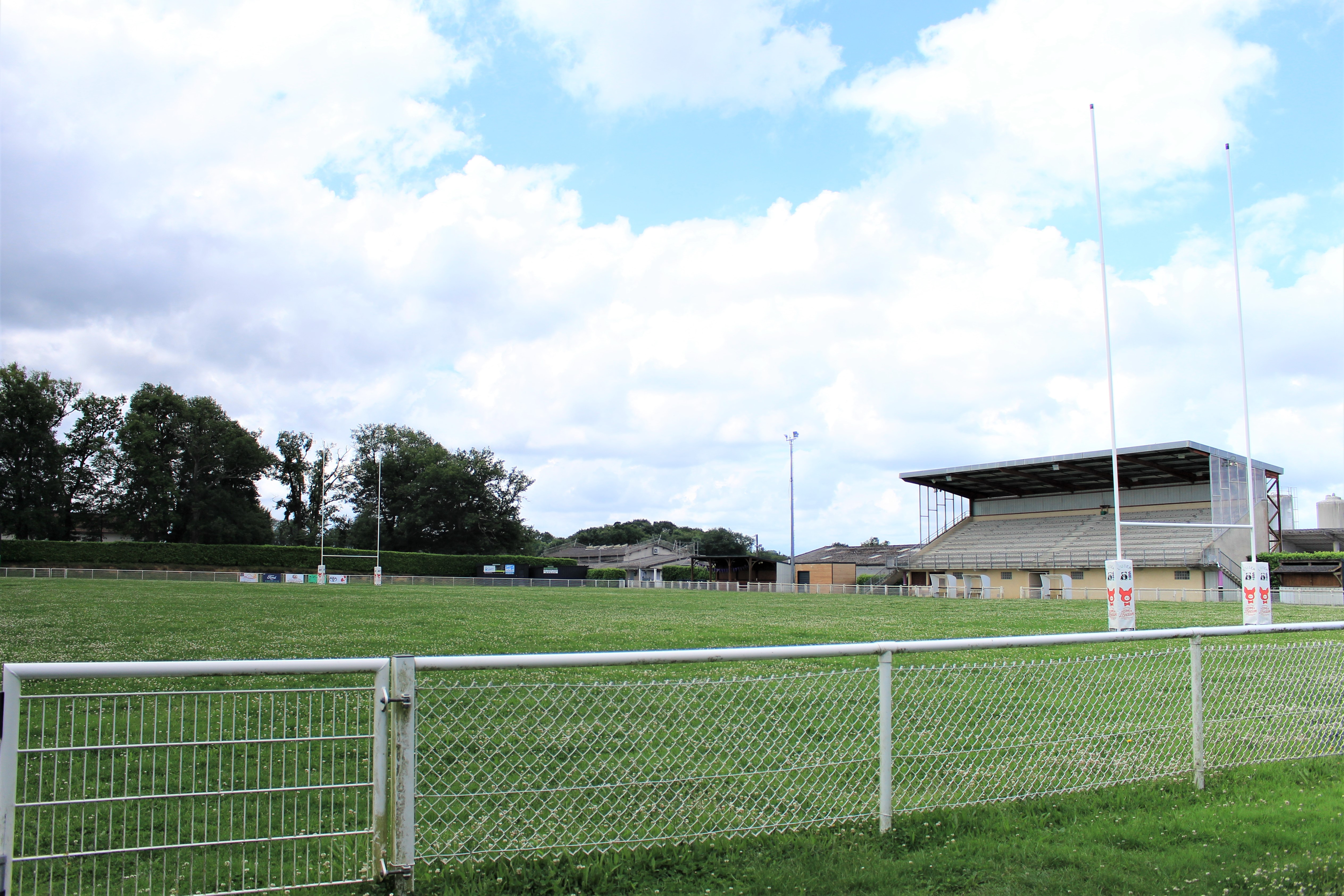
Le stade de rugby en 2024.

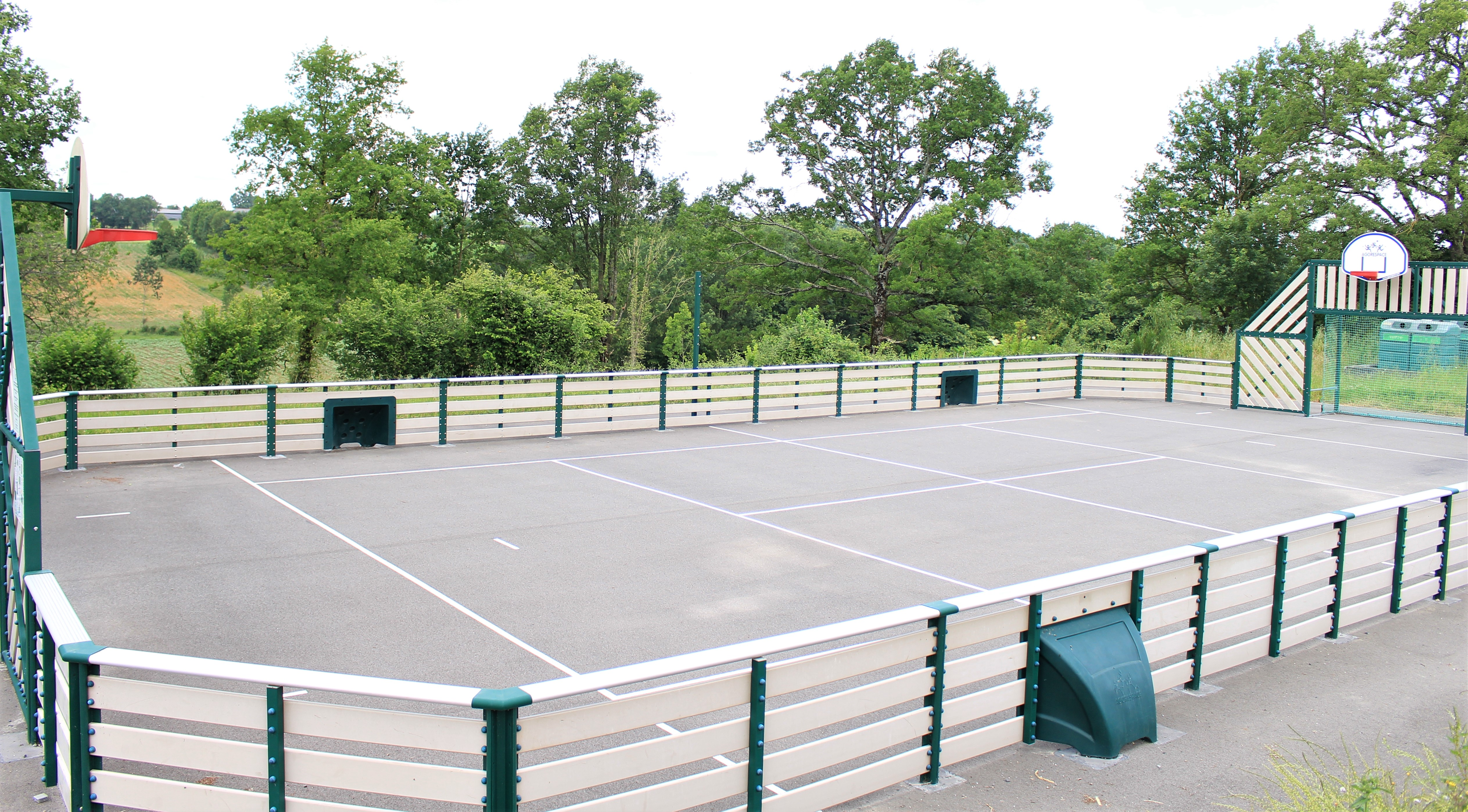
Le terrain de basket-ball.

- Rugby à XV :

L'Union sportive des enclaves et du plateau (USEP) Ger-Séron-Bédeille, né de la fusion du Stade Gérois (Ger) et de l'Entente Séron-Bédeille.

### Héraldique et devise
| Blason | Blasonnement : D'argent au mont de sinople chargé d'une lettre S capitale d'or, sommé de deux arbres aussi de sinople, au chef d'azur chargé d'une fleur de lys aussi d'or accostée de deux étoiles de six rais du même. |